# Abdullah Ibrahim
Abdullah Ibrahim, noto anche con lo pseudonimo di Dollar Brand (nato Adolph Johannes Brand; Città del Capo, 9 ottobre 1934), è un pianista e compositore sudafricano.

## Biografia
Nato a Città del Capo nel 1934, cresce ascoltando musica tradizionale africana, gospel, musica sacra e jazz. Inizia a suonare il piano all'età di 7 anni e a 15 diventa già un professionista. La sua carriera ottiene un incisivo impulso dopo l'incontro con Kippi Moeketsi, avvenuto nel 1959. Egli lo convince a dedicarsi a tempo pieno alla musica. Incontra inoltre Sathima Bea Benjamin, che diventa compagna della sua vita. I due sono genitori della rapper statunitense Jean Grae, nata nel 1976.
Negli anni '60, a causa della grave crisi civile sudafricana, si trasferisce con la moglie prima in Svizzera e poi a New York. Da qui inizia a percorrere importanti strade nel mondo jazz. Si converte all'Islam assumendo il nome Abdullah Ibrahim nel 1968.
Nel 1999 fonda una scuola di musica a Città del Capo. Attualmente, oltre a suonare e comporre, è anche insegnante di musica.

## Discografia
- 1960: Jazz Epistle Verse 1
- 1964: Duke Ellington presents The Dollar Brand Trio
- 1965: The Dream
- 1965: Anatomy of a South African Village
- 1965: This is Dollar Brand
- 1965: Soweto
- 1969: African Sketchbook
- 1969: African Piano
- 1973: Good News from Africa
- 1973: Memories
- 1973: African Space Program
- 1973: Fats, Duke and the Monk
- 1973: Ode to Duke Ellington
- 1974: Ancient Africa
- 1974: African Breeze
- 1975: Confluence (con Gato Barbieri aka Hamba Kahle)
- 1976: Banyana - Children of Africa
- 1977: The Journey
- 1977: Streams of Consciousness
- 1977: Buddy Tate Meets Dollar Brand
- 1978: Anthem for the New Nations
- 1978: Autobiography
- 1979: Echoes from Africa
- 1979: African Marketplace
- 1979: Africa Tears and Laughter
- 1980: Dollar Brand at Montreux
- 1982: African Dawn
- 1983: Ekaya
- 1983: Zimbabwe
- 1985: Water from an Ancient Well
- 1986: South Africa
- 1988: Mindif
- 1988: Blues for a Hip King
- 1989: African River
- 1989: The Mountain (raccolta)
- 1990: No Fear, No Die (colonna sonora)
- 1991: Mantra Mode
- 1993: Knysna Blue
- 1994: African Sun
- 1995: Yarona
- 1997: Cape Town Flowers
- 1998: Township One More Time
- 1998: African Suite
- 2000: Cape Town Revisited
- 2001: Ekapa Lodumo
- 2002: African Magic
- 2005: A Celebration
- 2008: Senzo
- 2009: Bombella
- 2010: Sotho Blue
- 2013: Mukashi: Once Upon a Time
- 2014: The Song Is My Story
- 2019: The Balance
- 2019  "Dream Time"
- 2020  "Solotude"
- 2023  "3"